# Восточный (Большечерниговский район)
Восточный — посёлок в Большечерниговском районе Самарской области России. Административный центр сельского поселения Восточный.

## История
В 1911 г. малоземельными крестьянами Алексей-Орловской волости у отрогов Общего Сырта было выкуплено 810 десятин земли у помещика Талавринова и основан поселок.
В 1973 г. Указом Президиума ВС РСФСР посёлок Алексей Орловский переименован в Восточный.

## Население
| 2010 | 2011 | 2012 | 2013 | 2014 | 2015 | 2016 |
| ---- | ---- | ---- | ---- | ---- | ---- | ---- |
| 672  | →672 | ↗683 | ↗746 | ↗761 | ↗772 | ↗776 |